# Hunter Killer
Hunter Killer är en amerikansk thriller från 2018 med svensk premiär den 11 januari 2019. För regin står Donovan Marsh och bland rollerna märks svenske Michael Nyqvist (som rysk ubåtsbefälhavare) i en av sina sista roller.

## Handling
Filmen är en krigsfilm i någon slags kalla kriget-situation med ubåtar som bekämpar ubåtar och blir anfallna med robotvapen. Höga marinofficerare från båda sidor försöker samarbeta medan en galen rysk försvarsminister kidnappar sin president.

## Rollista (i urval)
- Gerard Butler – Kapten Joe Glass
- Gary Oldman – Försvarschef Charles Donnegan
- Common – Konteramiral John Fisk
- Michael Nyqvist – Kapten Andropov
- Linda Cardellini – Jayne Norquist
- Toby Stephens – Bill Beaman